# 6731 Hiei
6731 Hiei è un asteroide della fascia principale. Scoperto nel 1992, presenta un'orbita caratterizzata da un semiasse maggiore pari a 2,6384466 UA e da un'eccentricità di 0,2301768, inclinata di 4,16802° rispetto all'eclittica.